# The West Wing – Im Zentrum der Macht/Staffel 4
Die vierte Staffel der Fernsehserie The West Wing – Im Zentrum der Macht wurde erstmals zwischen September 2002 und Mai 2003 ausgestrahlt. In Deutschland und Österreich startete die Erstausstrahlung im Dezember 2009 auf dem Pay-TV-Sender FOX.

## Handlung
Die vierte Staffel wird zunächst von den anstehenden Präsidentschaftswahlen bestimmt, bei denen Präsident Bartlet gegen seinen republikanischen Widersacher Robert Ritchie antreten muss. Letztlich gewinnt Präsident Bartlet die Wahl deutlich. Im Kommunikationsbüro findet ein Personalwechsel statt: Weil Sam bei einer Kongresswahl für einen Bezirk in Kalifornien antritt, übernimmt Will Bailey die Position des stellvertretenden Kommunikationsdirektors. Gegen Ende der Staffel wird Zoey Bartlet, die Tochter des Präsidenten, auf einer Party entführt. Da er aufgrund der Belastungen sein Amt nicht mehr ausüben kann, entbindet sich Präsident Bartlet vorerst von seinen Pflichten. Statt auf John Hoynes, der Tage zuvor als Vizepräsident zurücktreten musste, gehen die Aufgaben gemäß dem 25. Verfassungszusatz auf den republikanischen Sprecher des Repräsentantenhauses über.

## Besetzung

### Hauptbesetzung

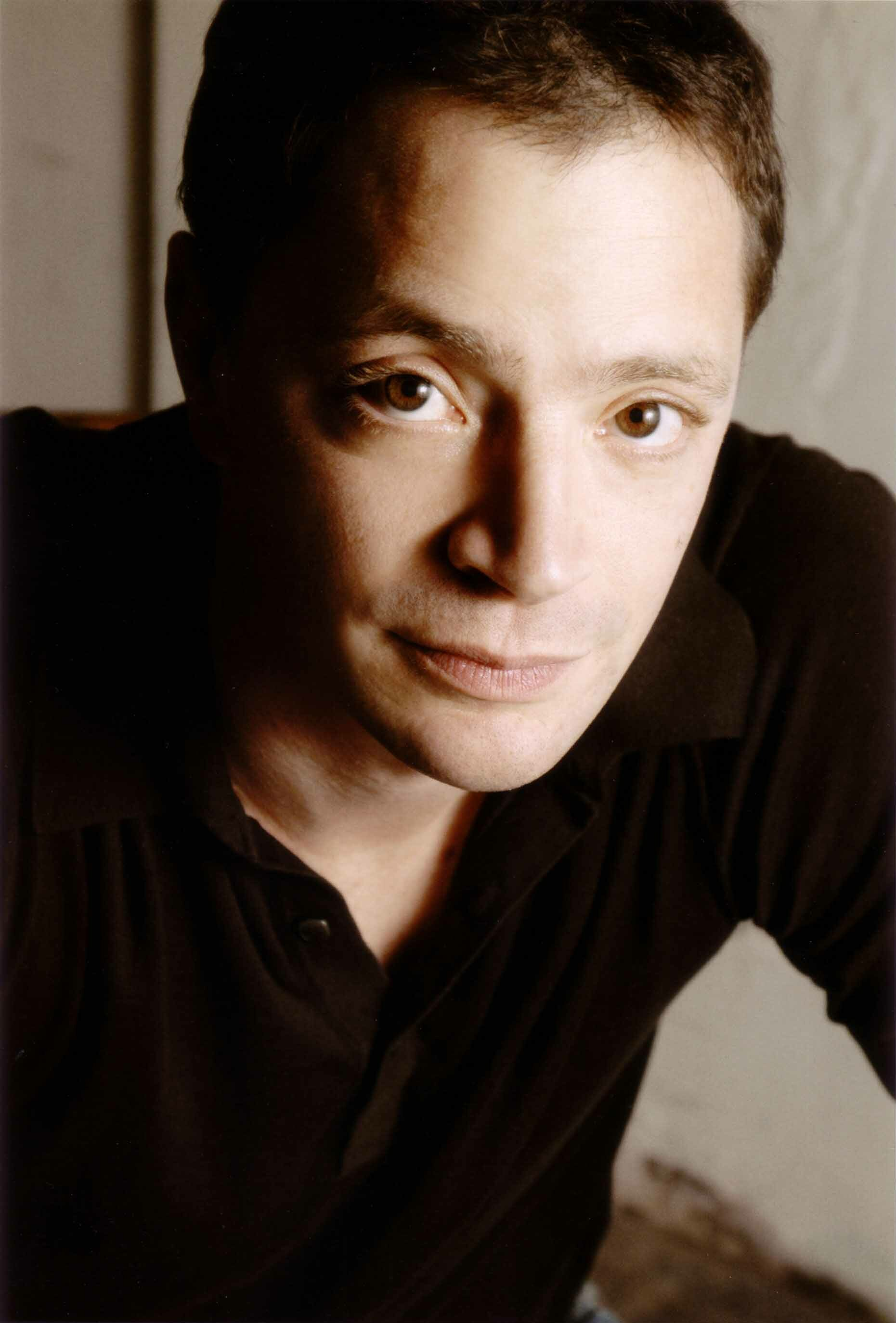
Joshua Malina spielt Will Bailey

- Rob Lowe als Sam Seaborn, stellvertretender Kommunikationsdirektor des Weißen Hauses (12 Episoden)
- Stockard Channing als Abigail Bartlet, Ehefrau von Präsident Bartlet (11)
- Dulé Hill als Charlie Young, persönlicher Assistent des Präsidenten (23)
- Allison Janney als C.J. Cregg, die Pressesprecherin des Weißen Hauses (23)
- Joshua Malina als Will Bailey, Wahlkampfmanager eines kalifornischen Abgeordneten (18)
- Janel Moloney als Donna Moss, Assistentin von Josh Lyman (23)
- Richard Schiff als Toby Ziegler, Kommunikationsdirektor des Weißen Hauses (23)
- John Spencer als Leo McGarry, Stabschef des Weißen Hauses (23)
- Bradley Whitford als Josh Lyman, stellvertretender Stabschef des Weißen Hauses (23)
- Martin Sheen als President Josiah Bartlet, Präsident der Vereinigten Staaten (22)

### Neben- und Gastbesetzung
- Melissa Fitzgerald als Carol Fitzpatrick, Assistentin von C.J. Cregg (19 Episoden)
- NiCole Robinson als Margaret, Assistentin von Leo McGarry (13)
- Kim Webster als Ginger, Assistentin im Kommunikationsbüro (13)
- Peter James Smith als Ed, Verbindungsperson zum Kongress (13)
- William Duffy als Larry, Verbindungsperson zum Kongress (13)
- John Amos als Admiral Fitzwallace, Vorsitzender der Joint Chiefs of Staff (9)
- Mary-Louise Parker als Amy Gardner, Stabschefin der First Lady (9)
- Lily Tomlin als Debbie Fiderer, Sekretärin von Präsident Bartlet (8) Lily Tomlin verkörpert die Sekretärin Debbie Fiderer

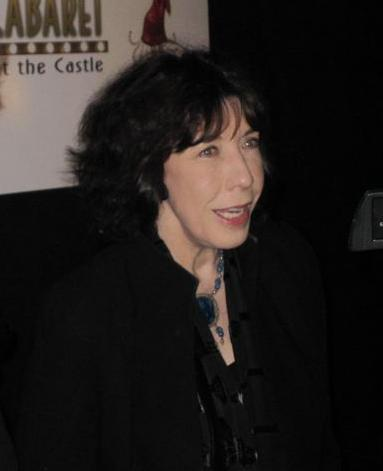
Lily Tomlin verkörpert die Sekretärin Debbie Fiderer

- Devika Parikh als Bonnie, Assistentin im Kommunikationsbüro (7)
- Renée Estevez als Nancy, Assistentin (7)
- Elisabeth Moss als Zoey Bartlet, jüngste Tochter von Präsident Bartlet (6)
- Trent Ford als Jean Paul, Freund von Zoey Bartlet (6)
- Timothy Busfield als Danny Concannon, Reporter von The Washington Post (5)
- Ron Silver als Bruno Gianelli, Wahlkampfmanager von Präsident Bartlet (4)
- Anna Deavere Smith als Nancy McNally, Nationale Sicherheitsberaterin (4)
- Michael O’Neill als Secret Service Agent Ron Butterfield, Leiter des Personenschutzes von Präsident Bartlet (3)
- Joanna Gleason als Jordan Kendall, Regierungsberaterin in Rechtsfragen (3)
- Christian Slater als Jack Reese, Lieutenant Commander (3)
- Tim Matheson als Vice President John Hoynes, Vizepräsident der Vereinigten Staaten (3)
- Matthew Perry als Joe Quincy, assistierender Rechtsberater des Weißen Hauses (2)
- Marlee Matlin als Joey Lucas, Meinungsforscherin (1)
- Adam Arkin als Dr. Stanley Keyworth, Psychiater der American Trauma Victims Association (1)
- Hal Holbrook als Albie Duncan, Assistant Secretary of State (1)
- James Brolin als Robert Ritchie, republikanischer Präsidentschaftskandidat (1)
- Steve Ryan als Miles Hutchinson, Verteidigungsminister (1)
- John Goodman als Glenallen Walken, republikanischer Sprecher des Repräsentantenhauses (1)

## Episoden
| Nr. (ges.) | Nr. (St.) | Deutscher Titel              | Originaltitel                  | Erstausstrahlung USA | Deutschsprachige Erstausstrahlung (D) | Regie               | Drehbuch                                                                |
| ---------- | --------- | ---------------------------- | ------------------------------ | -------------------- | ------------------------------------- | ------------------- | ----------------------------------------------------------------------- |
| 66         | 1         | 20 Stunden in Amerika (1)    | 20 Hours in America (Part One) | 25. Sep. 2002        | 14. Dez. 2009                         | Christopher Misiano | Aaron Sorkin                                                            |
| 67         | 2         | 20 Stunden in Amerika (2)    | 20 Hours in America (Part Two) | 25. Sep. 2002        | 21. Dez. 2009                         | Christopher Misiano | Aaron Sorkin                                                            |
| 68         | 3         | Gewissensfragen              | College Kids                   | 2. Okt. 2002         | 28. Dez. 2009                         | Alex Graves         | Handlung: Debora Cahn, Mark Goffman Schauspiel: Aaron Sorkin            |
| 69         | 4         | Analysen                     | The Red Mass                   | 9. Okt. 2002         | 4. Jan. 2010                          | Vincent Misiano     | H: Eli Attie S: Aaron Sorkin                                            |
| 70         | 5         | Training für den Präsidenten | Debate Camp                    | 16. Okt. 2002        | 4. Jan. 2010                          | Paris Barclay       | H: William Sind, Michael Oates Palmer S: Aaron Sorkin                   |
| 71         | 6         | Das Duell                    | Game On                        | 30. Okt. 2002        | 11. Jan. 2010                         | Alex Graves         | Aaron Sorkin, Paul Redford                                              |
| 72         | 7         | Wahltag                      | Election Night                 | 6. Nov. 2002         | 11. Jan. 2010                         | Lesli Linka Glatter | H: David Gerken, David Handelman S: Aaron Sorkin                        |
| 73         | 8         | Siegesfeiern                 | Process Stories                | 13. Nov. 2002        | 18. Jan. 2010                         | Christopher Misiano | H: Paula Yoo, Lauren Schmidt S: Aaron Sorkin                            |
| 74         | 9         | Schweizer Diplomatie         | Swiss Diplomacy                | 20. Nov. 2002        | 18. Jan. 2010                         | Christopher Misiano | Kevin Falls, Eli Attie                                                  |
| 75         | 10        | Befehlsverweigerung          | Arctic Radar                   | 27. Nov. 2002        | 25. Jan. 2010                         | John David Coles    | H: Gene Sperling S: Aaron Sorkin                                        |
| 76         | 11        | Weihnachtsstimmung           | Holy Night                     | 11. Dez. 2002        | 25. Jan. 2010                         | Thomas Schlamme     | Aaron Sorkin                                                            |
| 77         | 12        | Die Ziege                    | Guns Not Butter                | 8. Jan. 2003         | 1. Feb. 2010                          | Bill D’Elia         | Eli Attie, Kevin Falls, Aaron Sorkin                                    |
| 78         | 13        | Der lange Abschied           | The Long Goodbye               | 15. Jan. 2003        | 1. Feb. 2010                          | Alex Graves         | Jon Robin Baitz                                                         |
| 79         | 14        | Die Amtseinführung – Teil 1  | Inauguration (Part 1)          | 5. Feb. 2003         | 8. Feb. 2010                          | Christopher Misiano | H: Michael Oates Palmer, William Sind S: Aaron Sorkin                   |
| 80         | 15        | Die Amtseinführung – Teil 2  | Inauguration: Over There       | 12. Feb. 2003        | 8. Feb. 2010                          | Lesli Linka Glatter | H: David Gerken, Gene Sperling S: Aaron Sorkin                          |
| 81         | 16        | Die Reise nach Kalifornien   | The California 47th            | 19. Feb. 2003        | 15. Feb. 2010                         | Vincent Misiano     | H: Lauren Schmidt, Paula Yoo S: Aaron Sorkin                            |
| 82         | 17        | Die Afrika-Krise             | Red Haven’s on Fire            | 16. Feb. 2003        | 15. Feb. 2010                         | Alex Graves         | H: Mark Goffman, Debora Cahn S: Aaron Sorkin                            |
| 83         | 18        | Freibeuter                   | Privateers                     | 26. März 2003        | 22. Feb. 2010                         | Alex Graves         | H: Paul Redford, Debora Cahn S: Paul Redford, Debora Cahn, Aaron Sorkin |
| 84         | 19        | Über den Wolken              | Angel Maintenance              | 2. Apr. 2003         | 22. Feb. 2010                         | Jessica Yu          | H: Eli Attie, Kevin Falls S: Eli Attie, Aaron Sorkin                    |
| 85         | 20        | Schüsse im Weißen Haus       | Evidence of Things Not Seen    | 23. Apr. 2003        | 1. März 2010                          | Christopher Misiano | H: Eli Attie, David Handelman S: Aaron Sorkin                           |
| 86         | 21        | Leben auf dem Mars           | Life On Mars                   | 30. Apr. 2003        | 1. März 2010                          | John David Coles    | H: Paul Redford, Dee Dee Myers S: Aaron Sorkin                          |
| 87         | 22        | Die Abschlussfeier           | Commencement                   | 7. Mai 2003          | 8. März 2010                          | Alex Graves         | Aaron Sorkin                                                            |
| 88         | 23        | Entführt                     | Twenty Five                    | 14. Mai 2003         | 8. März 2010                          | Christopher Misiano | Aaron Sorkin                                                            |

## Auszeichnungen
Die vierte Staffel wurde bei der Primetime-Emmy-Verleihung 2003 10-mal nominiert. In zwei dieser Kategorien konnte die Staffel die Auszeichnung gewinnen. Zum vierten Mal in Folge konnte die Serie den Preis in der Kategorie Beste Dramaserie gewinnen. Ausgezeichnet wurde zudem Regisseur Christopher Misiano für die Regieführung in der letzten Folge Entführt.